# Canton de Bastia-5
Le canton de Bastia-5 Lupino est une ancienne division administrative française, située dans le département de la Haute-Corse et la collectivité territoriale de Corse.

## Géographie
Le canton se composait du quartier Lupinu (« quartiers Sud ») de la ville de Bastia dans l'arrondissement de Bastia. Son altitude variait de 0 à 963 m, avec une moyenne de 30 m.

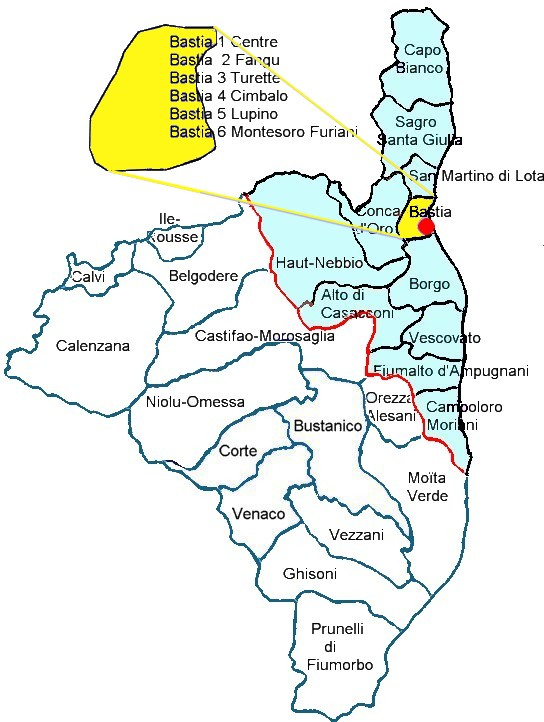
Localisation du canton de Bastia-Lupino.

## Histoire
- De 1833 à 1848, les deux cantons de Bastia (Terra Nova et Terra Vecchia) avaient le même conseiller général. Le nombre de conseillers généraux était limité à 30 par département[4].

- Le canton de Bastia-5 est créé par le décret du 18 août 1973 à la suite du démantèlement des anciens cantons de Bastia-I et de Bastia-II ; il prend l'appellation officielle de « canton de Bastia-V (Lupino) »[1].

- Il a été modifié par décret du 20 janvier 1982 à l'occasion de la création du canton de Bastia-6[2].

- Le canton est supprimé par le décret du 26 février 2014 qui entre en vigueur lors des élections départementales de mars 2015[3].

## Administration

### Conseillers généraux de 1973 à 2015
| Période | Période | Identité              | Étiquette | Qualité |
| ------- | ------- | --------------------- | --------- | --- |
| 1973    | 1976    | Joseph Calloni        | MRG       | Ancien résistant FFI, Bastia |
| 1976    | 2001    | Albert-Roland Calloni | MRG       | Adjoint au maire de Bastia Conseiller régional (1982-1986) Maire de Bastia (1997-2000) Suppléant du député Émile Zuccarelli (2002-2007) |
| 2001    | 2015    | Éric Calloni          | PRG       | Cadre bancaire, Bastia 8e vice-président du Conseil général                                                                             |

## Composition
Lors de sa création, le canton de Bastia-V (Lupino) comprenait :
- les voies et quartiers de la commune de Bastia ci-après : Lupino, Bassanèse, cité Aurore, ponte Prado, Agliani, Montesoro, Paese Nuovo, Macchione, Subigna, Falco-naggia, route nationale n° 193, l'Arinella ;
- la commune de Furiani.

Son territoire est réduit par décret du 20 janvier 1982 ; il est alors composé de la portion de territoire de la ville de Bastia déterminée par : le ruisseau de Lupino (à partir de la mer jusqu'à l'extrémité Ouest du chemin de Paèse-Nuovo), par les limites Ouest de la parcelle 172, par les limites Nord et Est de la parcelle 173, par la limite Sud de la parcelle 108, par les limites Est de la parcelle 107 a, et par l'axe du chemin départemental 264 (jusqu'à la mer).
| Communes | Population (2012) | Code postal | Code Insee |
| -------- | ----------------- | ----------- | ---------- |
| Bastia   | 37 884 (1)        | 20200       | 2B033      |

(1) fraction de commune.

## Démographie
| 1975 | 1982 | 1990  | 1999  | 2006  | 2011  | 2012  |
| ---- | ---- | ----- | ----- | ----- | ----- | ----- |
| -    | -    | 9 905 | 8 883 | 9 260 | 8 566 | 8 144 |